# Nitrianske Sučany
Nitrianske Sučany (em húngaro: Nyitraszucsány) é um município da Eslováquia, situado no distrito de Prievidza, na região de Trenčín. Tem 18,07 km² de área e sua população em 2018 foi estimada em 1.192 habitantes.

## Demografia
| Ano:        | 1994 | 2004   | 2014   | 2024   |
| ----------- | ---- | ------ | ------ | ------ |
| Broj ljudi: | 1190 | 1259   | 1215   | 1202   |
| Razlika:    |      | +5,79% | -3,49% | -1,06% |

| Ano:               | 2023 | 2024   |
| ------------------ | ---- | ------ |
| Número de pessoas: | 1200 | 1202   |
| Diferença:         |      | +0,16% |